# Twentysomething
Twentysomething je třetí a zlomové album Jamieho Culluma, vydané v roce 2003. Přezpíval zde jazzové standardy 30.-40. let., známé písně například Wind Cries Mary od Jimiho Hendrixe nebo Frontin'od Pharella Williamse a zařadil sem několik svých písní ve stylu jazz-pop.
Jako první singl vyšel „These are the Days“, kterou složil jeho bratr Ben Cullum, poté následovala jazzová píseň Twentysomething a pop/jazzová All at Sea.

## Seznam Skladeb
1. "What a Difference a Day Made" (Stanley Adams, Maria Grever) - 5:08
2. "These Are The Days" (Ben Cullum) - 3:21
3. "Singin' in the Rain" (Arthur Freed, Nacio Herb Brown) - 4:07
4. "Twentysomething" (Jamie Cullum) - 3:40
5. "But for Now" (Bob Dorough) - 3:55
6. "Old Devil Moon" (4:11)
7. "I Could Have Danced All Night" (Alan Jay Lerner, Frederick Loewe) - 3:24
8. "Blame It on My Youth" (Oscar Levant, Edward Heyman) - 3:11
9. "I Get a Kick Out Of You" (Cole Porter) - 4:10
10. "All at Sea" (Jamie Cullum) - 4:33
11. "Wind Cries Mary" (Jimi Hendrix) - 3:35
12. "Lover, You Should've Come Over" (Jeff Buckley) - 4:48
13. "It's About Time" (Ben Cullum) - 4:06
14. "Next Year, Baby" (Jamie Cullum) - 4:4
15. "Frontin'" (Pharrell Williams, Chad Hugo, úprava Jamie Cullum Trio) - 5:49